# Galeazzo Appiani

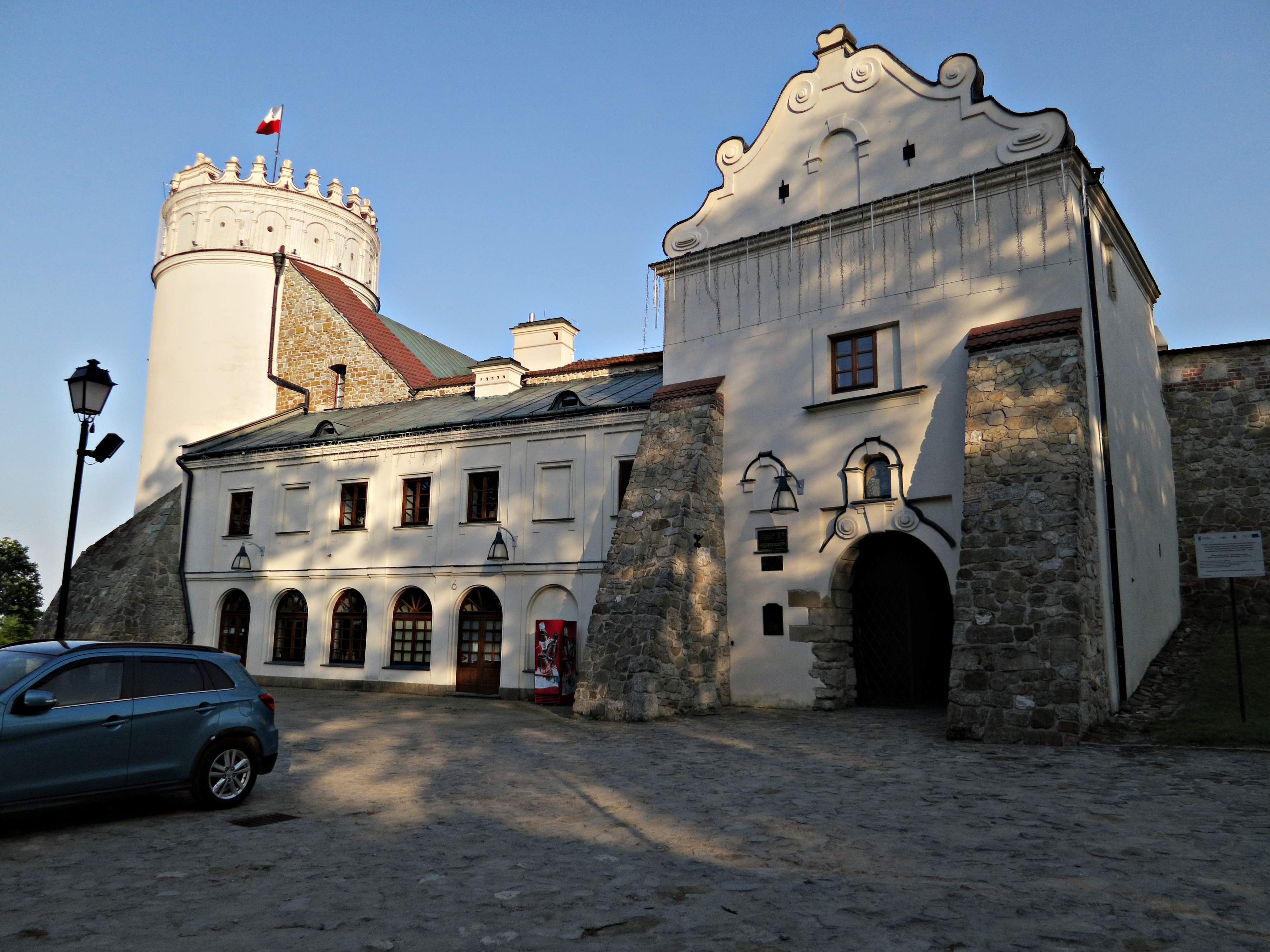
Königsschloss Przemyśl

Galeazzo Appiani (* 16. Jahrhundert in Brusino Arsizio; † nach 1612 in Przemyśl, Polen-Litauen) war ein Architekt und Maurer des Frühbarocks. Appiani gehörte zu den zahlreichen italienischen Barockkünstlern, die in Polen-Litauen für die Magnaten tätig waren.

## Leben
Galeazzo war Bruder von Giacomo und kam vor 1565 nach Polen-Litauen. In diesem Jahr wird er in dem Stadtarchiv von Przemyśl als Maurer erwähnt. 1573 heiratete er die Witwe eines anderen italienischen Architekten, Pedro. Er besaß eine eigene Ziegelei an der heutigen ulica Słowackiego. Später stieg er wohl zum Vorsteher der Maurerzunft in Przemyśl auf. Ab 1598 leitete er den Ausbau on Schloss Krasiczyn für Marcin Krasicki. Ihm wird auch der Umbau des Königsschlosses Przemyśl und der Bau der Karmelitenkirche zugeschrieben. Dies ist jedoch umstritten, da sein genaues Todesdatum nicht bekannt ist und die Bauphasen entsprechend ab 1616 bzw. 1620 lagen.